# Transtirretina
La transtirretina (TTR), también llamada transtiretina, es una proteína de transporte sintetizada por el hígado y los plexos coroideos. Se encuentra en el suero y el líquido cefalorraquídeo. Su función es transportar tiroxina y proteína de unión al retinol.  Su nombre procede de las iniciales de su función en inglés (transports thyroxine and retinol). Inicialmente se denominó prealbúmina por su migración anterior a la albúmina durante la electroforesis. El gen que codifica la transtirretina se encuentra en el cromosoma 18 humano. Se han descrito enfermedades causadas por una mutación en este gen, lo que provoca la formación de una proteína mutante que se pliega de forma anómala y se deposita en los tejidos, dando lugar a las formas de amiloidosis hereditaria, entre ellas la enfermedad de Andrade.

## Estructura
Tiene una estructura tetramérica, formada por cuatro subunidades idénticas.